# Alphonso (mango)
Alphonsomango (Mangifera indica ‘Alphonso’) er én af flere indiske mangoarter. Den er opkaldt efter Afonso de Albuquerque, en portugisisk general som var med til at oprette de portugisiske kolonier i Indien i 1500-tallet.
Alphonso-mango vurderes ofte til at være blandt de bedste mangoer, når det kommer til sødme og smag. Det er også en af de dyreste mangoarter. Den holder sig frisk i en uge efter den er modnet, hvilket muliggør eksport. Den dyrkes primært i det vestlige Indien. Frugten vejer mellem 150 og 300 gram. Sæsonen for Alphonsomango er forholdsvis kort (april til juni) og det meste af året fås den kun som konserves eller frostvare.
I Danmark kan den normalt kun købes hos grønthandlere og ikke i supermarkeder.